# 黒川俊雄
黒川 俊雄（くろかわ としお、1923年7月31日 - 2013年3月19日）は、日本の経済学者。慶應義塾大学名誉教授、桜美林大学名誉教授。

## 略歴
東京市神田生まれ。1948年慶應義塾大学経済学部卒業。
慶應義塾大学経済学部助教授、教授、86年社会政策学会代表幹事。89年定年、名誉教授、桜美林大学教授、94年名誉教授。社会政策・労働問題。定年後も、労働総研（労働運動総合研究所）・協同総研（協同総合研究所）の代表を務め、労働問題・労働組合運動や新しい協同組合づくり（ワーカーズコープ）の研究を行った。

## 著書
- 『賃金論入門』青木書店 青木全書 1956
- 『最低賃金制論 その歴史と理論』青木書店 1958
- 『日本の低賃金構造』大月書店 1964
- 『最低賃金制入門』労働旬報社 労旬新書 1966
- 『現代労働問題の理論』労働旬報社 1968
- 『社会政策と労働運動』青木書店 1970
- 『現代の賃金理論』労働旬報社 労旬双書 1976
- 『現代賃金闘争の理論』労働旬報社 労旬双書 1977
- 『いまなぜ労働者協同組合なのか』大月書店 1993

### 共編著
- 『職場の賃金問題』草光実共著 労働旬報社 労旬新書 1970
- 『日本生産性本部 その実体と役割』佐竹五三九共編著 青木書店 1970
- 『資本輸出と労働問題』編集代表 御茶の水書房 社会政策学会年報 1975
- 『労働問題研究の方法』編集代表 御茶の水書房 社会政策学会年報 1976
- 『講座現代の婦人労働』全4巻 嶋津千利世、犬丸義一共編 労働旬報社 1978
- 『現代日本の経済構造』編 法律文化社 現代日本の構造選書 1982
- 『労働組合運動の現代的課題 大友福夫先生還暦記念論文集第1巻』佐野稔,西村豁通共編 未来社 1983
- 『現代労働の支配と変革』編 労働旬報社 シリーズ・現代の労働と生活 1984
- 『労働組合の民主的変革』編 労働旬報社 シリーズ・現代の労働と生活 1985
- 『地域産業構造の変貌と労働市場の再編 新産業都市いわきの研究』編 法律文化社 1988
- 『労働組合をつくりかえる 労働組合の選択』木下武男,高橋祐吉,永山利和,五十嵐仁共著 労働旬報社 どうなるブックス 1988
- 『現代資本主義と『資本論』 経済学ゼミナール 1』服部文男、下山房雄,金子ハルオ,松石勝彦共著 新日本出版社 1991
- 『ナショナル・ミニマムの軸となる最賃制』小越洋之助共著 大月書店 2002
- 『全国一律最賃制を軸としたナショナル・ミニマム 国民生活の最低限度を保障する制度の確立を』小越洋之助共編著 ディノプリント出版会 2003
- 『全国一律最低賃金制をテコとする国民生活の最低限保障 ナショナル・ミニマム』小越洋之助共監修 共同企画ヴォーロ 2006
- 『国民的最低限(ナショナル・ミニマム)保障 貧困と停滞からの脱却』増田正人,小越洋之助,真嶋良孝共著 大月書店 2010

### 翻訳
- フランス労働総同盟労働者教育センター編『労働組合運動と経済学』監訳 日本労働組合総評議会編 労働旬報社 1978
- フランス労働総同盟労働者教育センター編『労働組合の組織と活動』監訳 日本労働組合総評議会編 労働旬報社 1979

## 論文
- <黒川俊雄